# Hoboken (district în Antwerpen)

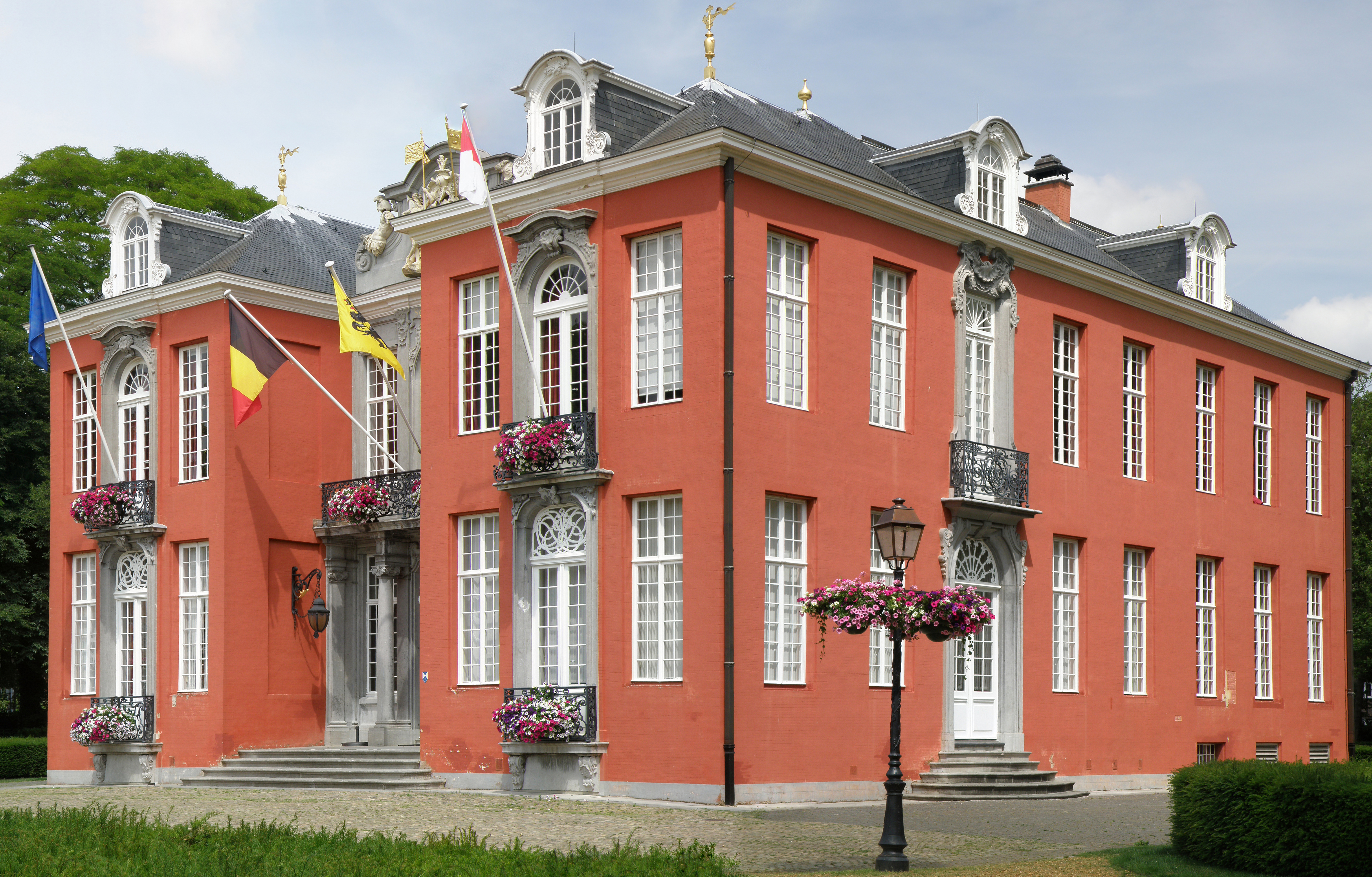
Castelul Sorghvliedt

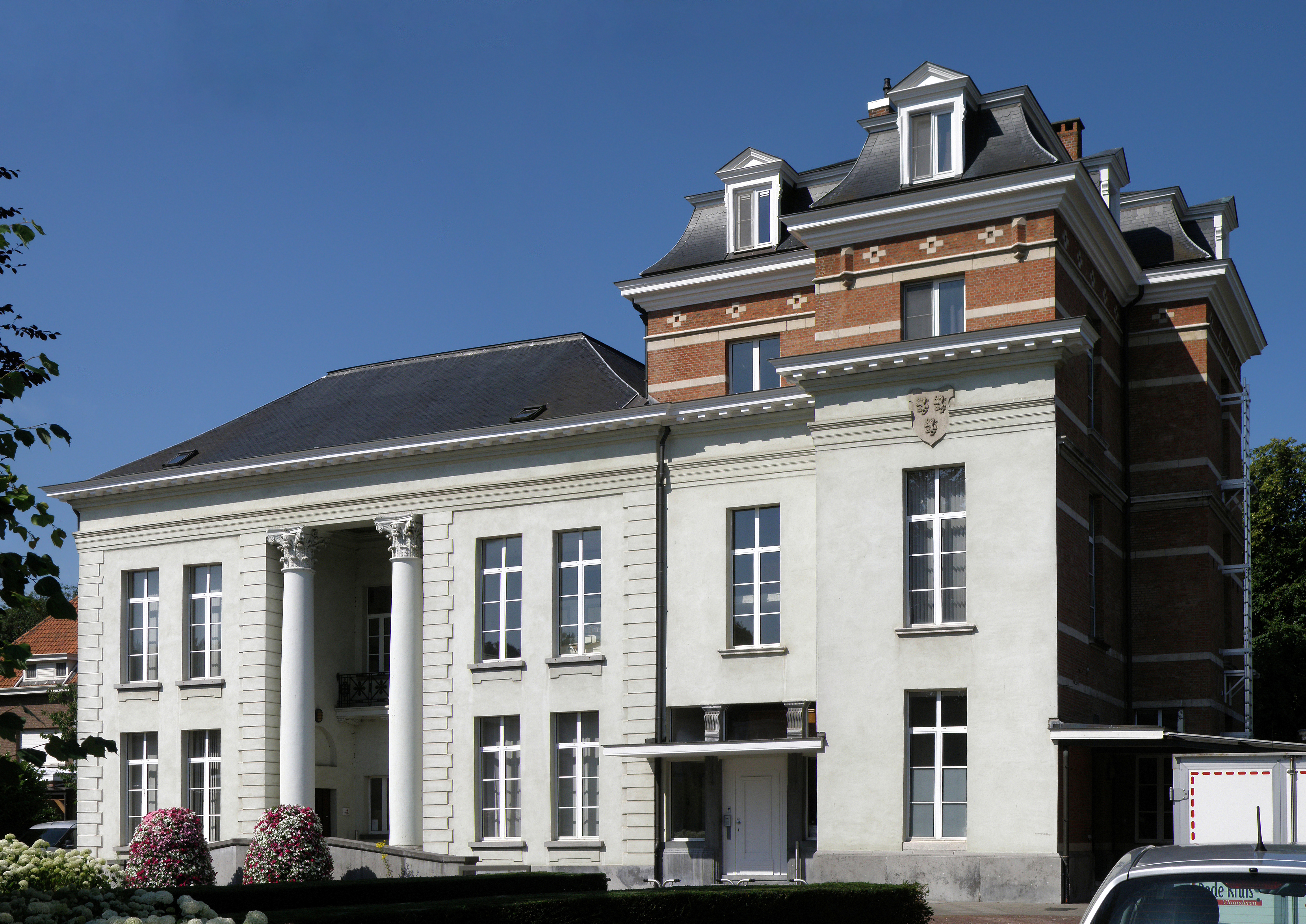
Castelul Broydenborg

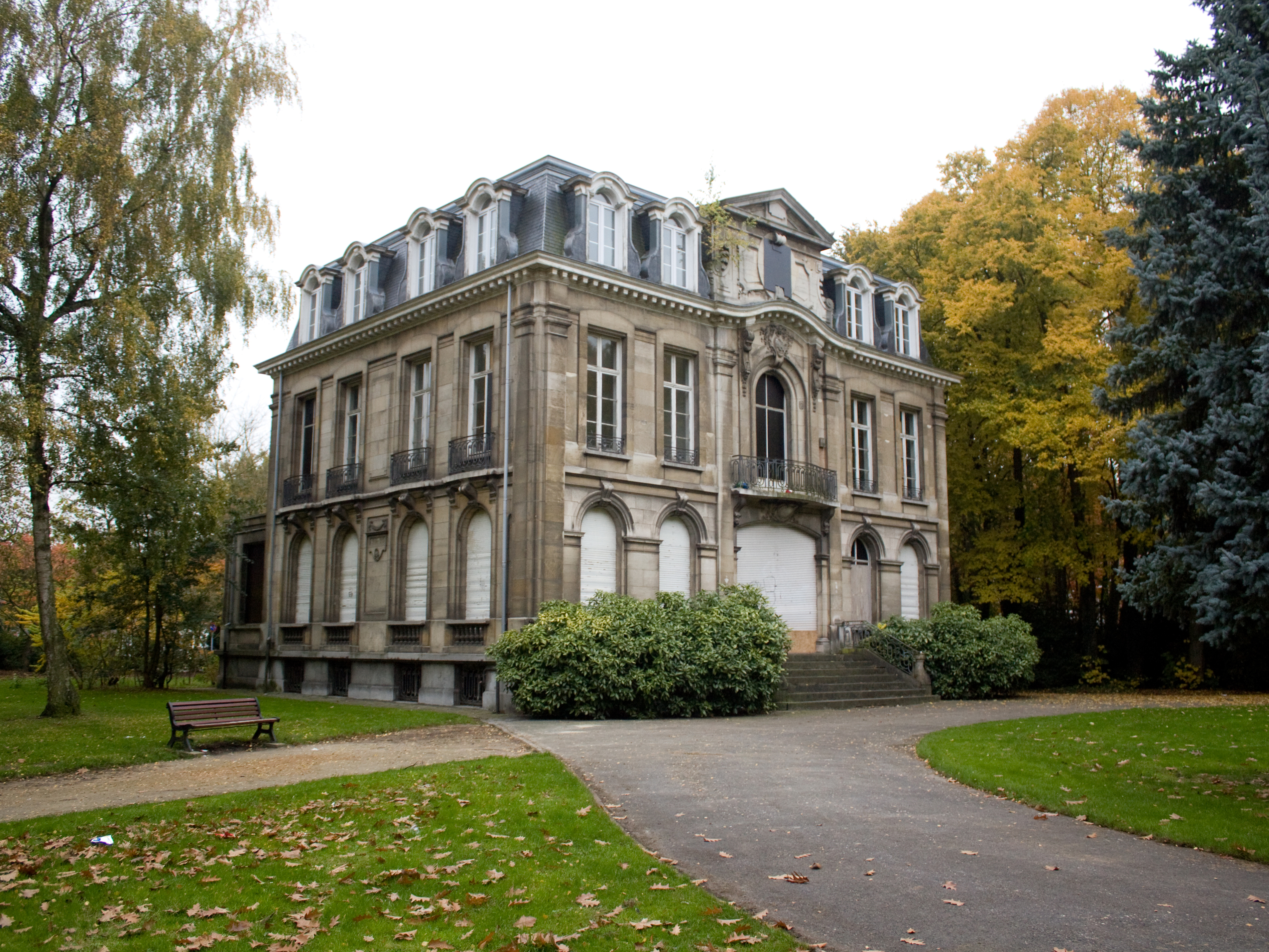
Meerlenhof

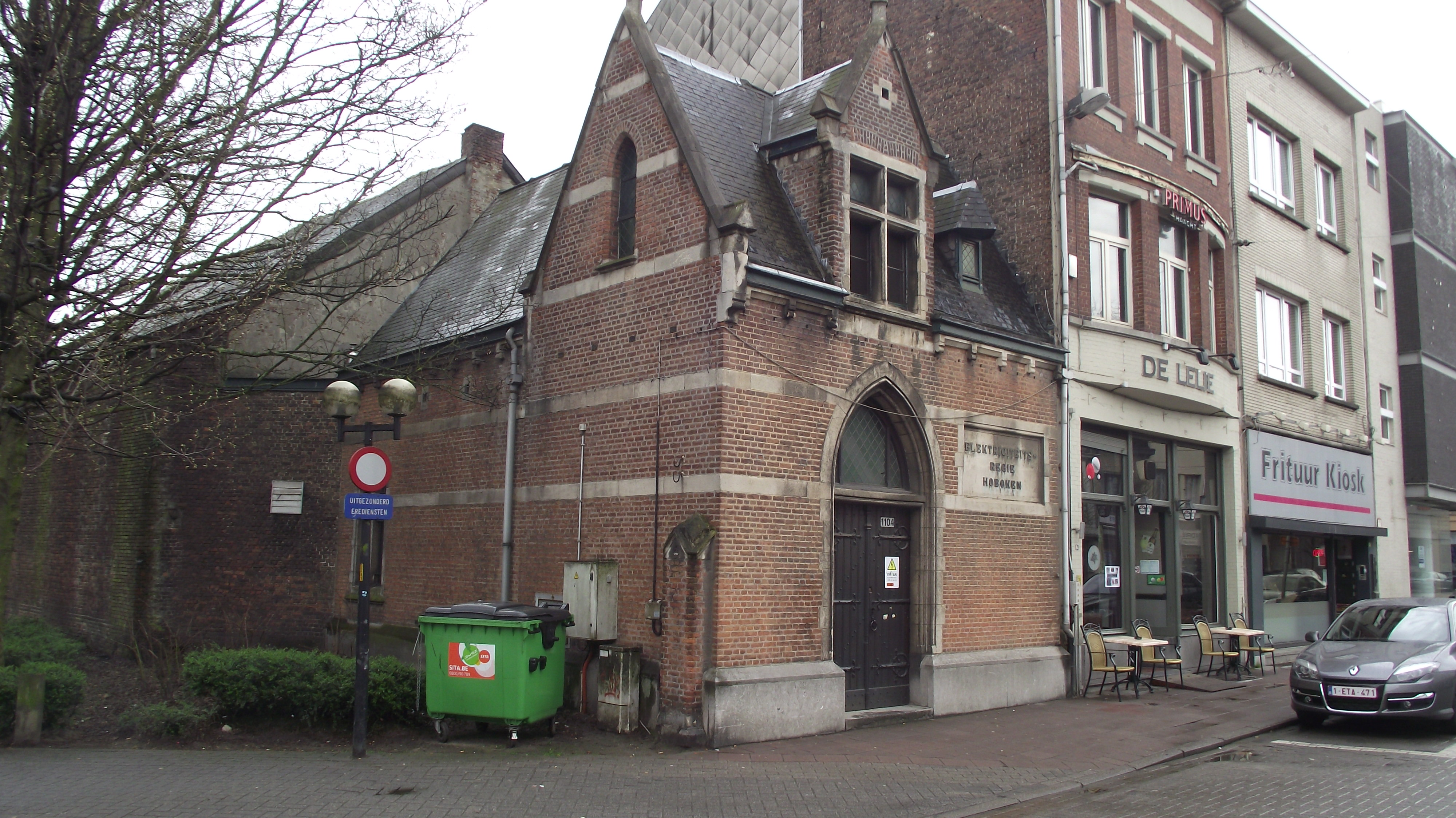
Centrala electrică din Kioskplaats

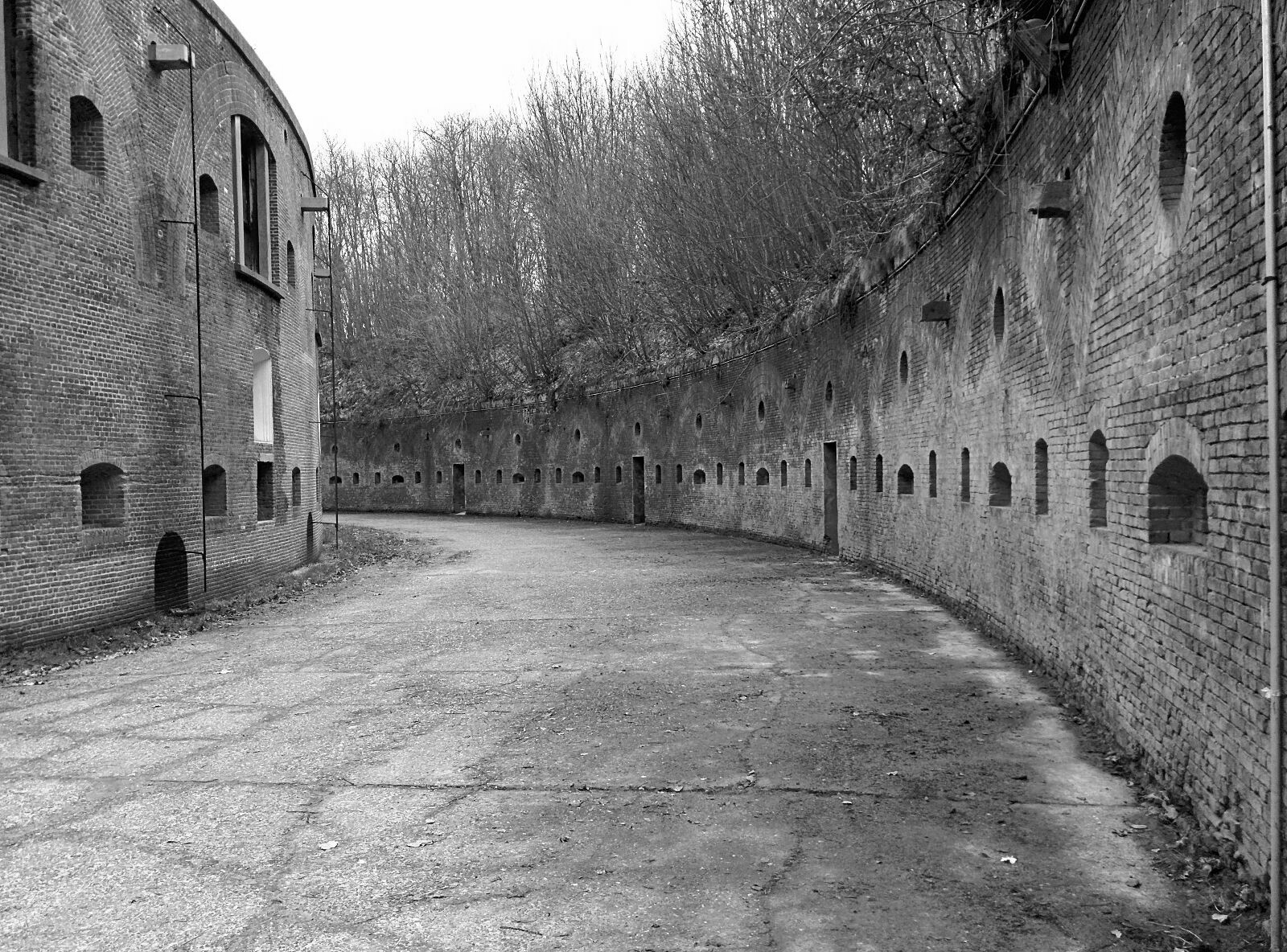
Fortul 8

Hoboken este o localitate și un district al comunei și orașului Antwerpen din Regiunea Flamandă a Belgiei. Conform recensământului din 2016, districtul are 38.157 locuitori.
Hoboken este caracterizat de o zonă industrială foarte puternică dezvoltată pe malul de vest al Scheldei, cel mai reprezentativ fiind combinatul de reciclare a materialelor Umicore. Hoboken și Wilrijk sunt cunoscute în media locală drept „districtele de sud”.

## Denumire
Numele Hoboken este un substantiv propriu compus realizat prin unirea a două substantive comune: Ho și boken. Ho este prescurtarea cuvântului Hoog (în neerlandeză „înalt”), iar boken provine de la cuvântul boeken din neerlandeza medie, așa cum era ortografiat pe vremuri beuken (în neerlandeză „fag”). Hoboken înseamnă deci Hoge Beuken (în neerlandeză „fag înalt”), tip de arbore care împodobește de secole localitatea. Spitalul de geriatrie și gerontologie din Hoboken poartă numele „Hoge Beuken”.
În folclorul popular local există și o altă versiune a denumirii „Hoboken”. Un primar de pe vremuri avea nevoie de un nume pentru satul său, dar nu-i venea nicio idee. Până când, stând la masă, fetei sale i-a căzut pe jos sandviciul și ea a strigat: Ho, boke! (în dialectul local: „Stai, sandviciule!”). O poveste asemănătoare spune că unui băiețel i-a căzut sandviciul în râul Schelde și că el ar fi strigat: Ho, mijn boke! („Stai, sandviciul meu!”).

## Istorie
Prima atestare a localității, datând din 1135, se referă la parohia Hoboken: capellam de hobuechen qua libam. La acea vreme, Hoboken era încă un mic cătun al așezării Wilrijk din marele Ducat de Brabant. De atunci, Hoboken a evoluat de la un sat minor la sud de Antwerpen într-o suburbie industrializată a acestuia, în care doar numele unor străzi și aspectul câtorva curți interioare mai amintesc de trecut.
Un punct de cotitură în istoria districtului Hoboken a fost înființarea, în 1873, a șantierului naval Cockerill Yards. Pentru o lungă perioadă de timp, industria navală a înflorit în zonă. În anii 1980 însă, nemaiputând face față puternicei concurențe asiatice, această industrie a dispărut din Hoboken. Cockerill Yards a dat faliment în 1982, iar fostul șantier a devenit, începând cu 5 octombrie 2009, monument arhitectonic protejat.
Pe 1 ianuarie 1983, comuna a fost alipită orașului Antwerpen, iar Hoboken a devenit un district al acestuia.

## Geografie

### Așezare
Limitele naturale ale districtului Hoboken, patru cursuri de apă, formează și în ziua de azi granițele administrative:
- Limita de nord dintre Hoboken și Antwerpen este formată de pârâul Halve Beek;
- Granița de vest cu districtul Wilrijk este formată de pârâul Hollebeek;
- Pârâul Winterbeek reprezintă granița de sud cu comuna Hemiksem;
- Fluviul Schelde formează granița de vest cu comuna Kruibeke.

### Diviziuni administrative
Din punct de vedere administrativ, Hoboken este împărțit în următoarele cartiere:
- Hoboken Centrum (Hoboken Centru);
- Hoboken Noord (Hoboken Nord);
- Hoboken West (Hoboken Vest);
- Hoboken Zuid-Oost (Hoboken Sud-Est).

În limbajul local se folosesc și următoarele denumiri:
La est de calea ferată 52:
- Hoboken-centrum: zona Kioskplaats și împrejurimile;
- Hertog van Brabant (Ducele de Brabant): cartierul în care pe vremuri era situată Curtea Ducatului Brabantului, aproximativ zona străzilor Hertog van Brabantlei, de Leopoldslei și de Maria Henriëttalei;
- Vogeltjeswijk (Cartierul Păsărilor): zona din jurul Meerlenhof, cuprinzând, printre altele, străzile Nachtegaallaan și de Distelvinklaan;
- Zwaantjes (Lebedele): este situat la granița administrativă cu Wilrijk, unde pârâul Hollebeek traversează subteran strada Sint-Bernardsesteenweg. Aici se afla o cafenea care și-a luat numele de la cel al cartierului;

La vest de calea ferată 52:
- Moretusburg: în zona vechii gări Hoboken, la sud de strada Kapelstraat;
- Hertogvelden: în zona vechii gări Hoboken, la nord de strada Kapelstraat;
- Polderstad: cartier construit în anii 1970 în apropierea gării Hoboken-Polder, în zona verde a Polderului Hoboken, acolo unde strada Scheldelei pornește în prelungirea străzii Berkenrodelei.

## Demografie

### Secolul al XIX-lea
| An                                                      | 1806 | 1816 | 1830 | 1846 | 1856 | 1866 | 1876 | 1880 | 1890 |
| ------------------------------------------------------- | ---- | ---- | ---- | ---- | ---- | ---- | ---- | ---- | ---- |
| Populație                                               | 1550 | 2065 | 2298 | 2633 | 2631 | 2680 | 3410 | 4147 | 6987 |
| Notă: conform recensămintelor anuale efectuate pe 31.12 |      |      |      |      |      |      |      |      |      |

### Secolul al XX-lea
| An | 1900   | 1910   | 1920   | 1930   | 1947   | 1961   | 1970   | 1980   | 1982   |
| --- | ------ | ------ | ------ | ------ | ------ | ------ | ------ | ------ | ------ |
| Populație                                                                                                | 10.202 | 16.882 | 21.006 | 32.700 | 31.725 | 30.557 | 33.693 | 34.640 | 34.562 |
| Notă: conform recensămintelor anuale efectuate pe 31.12 între 1900–1970 și 1982, respectiv pe 01.01.1980 |        |        |        |        |        |        |        |        |        |

### Secolul al XXI-lea
| Populație                                        | 34.542 | 34.862 | 35.170 | 35.550 | 36.244 | 37.283 | 37.464 | 37.945 |
| Notă: conform datelor din Antwerpen Buurtmonitor |        |        |        |        |        |        |        |        |

## Politică

### Structură
Districtul Hoboken este parte a orașului Antwerpen. Din acest motiv el este inclus în cantonul electoral din Antwerpen (același cu colegiul provinciei Antwerpen) și se află în circumscripția electorală de Antwerpen și secția de votare Antwerpen.
| Hoboken                   | Hoboken                   | Supranațional              | Național                            | Național                            | Comunitar                           | Regional                            | Provincial                          | Arondisment            | District provincial    | Canton                 | Comunal             | Districtual           |
| ------------------------- | ------------------------- | -------------------------- | ----------------------------------- | ----------------------------------- | ----------------------------------- | ----------------------------------- | ----------------------------------- | ---------------------- | ---------------------- | ---------------------- | ------------------- | --------------------- |
| Administrativ             | Nivel                     | Uniunea Europeană          | Belgia                              | Belgia                              | Flandra                             | Flandra                             | Antwerpen                           | Antwerpen              | Antwerpen              | Antwerpen              | Antwerpen           | Hoboken               |
| Administrativ             | Guvern                    | Comisia Europeană          | Guvernul Federal                    | Guvernul Federal                    | Guvernul Flandrei                   | Guvernul Flandrei                   | Puterea executivă                   | Puterea executivă      | Puterea executivă      | Puterea executivă      | Colegiul Comunal    | Colegiul Districtual  |
| Administrativ             | Parlament                 | Parlamentul European       | Camera Reprezentanților             | Parlamentul Flandrei                | Parlamentul Flandrei                | Parlamentul Flandrei                | Parlamentul Provincial              | Parlamentul Provincial | Parlamentul Provincial | Parlamentul Provincial | Consiliul Municipal | Consiliul Districtual |
| Circumscripție electorală | Circumscripție electorală | Colegiul electoral flamand | Circumscripția electorală Antwerpen | Circumscripția electorală Antwerpen | Circumscripția electorală Antwerpen | Circumscripția electorală Antwerpen | Circumscripția electorală Antwerpen | Antwerpen              | Antwerpen              | Antwerpen              | Antwerpen           | Hoboken               |
| Alegeri                   | Alegeri                   | Europene                   | Federale                            | Federale                            | Flamande                            | Flamande                            | Provinciale                         | Provinciale            | Provinciale            | Provinciale            | Comunale            | Districtuale          |

### Consiliul districtual
| Consiliul districtual                | Consiliul districtual                                                                            |
| ------------------------------------ | ------------------------------------------------------------------------------------------------ |
| Președintele consiliului districtual | Kathelijne Toen (N-VA)                                                                           |
| Consilieri districtuali              | 1. Koen Raets (N-VA) 2. Tom De Boeck (Sp.a) 3. Kristof Waterschoot (CD&V) 4. Omar Fathi (Verzii) |

#### Districtul
Districtul Hoboken a fost alcătuit din 21 de fotolii în legislaturile 2001-2006 și 2007-2012. Începând din 2013, districtul are 23 de fotolii.

### Istorie

#### Foști primari
- 00?0–1807: Huysmans
- 1807–1809: Joseph Charles Emmanuel van Ertborn
- 00?0–1830: Joseph Caron
- 1831–1878: Petrus Josephus Lambrechts (liberal), primar al Hobokenului timp de 47 de ani
- 1879–1882: Kerselaers, interimar (catolic)
- 1882–1885: Jos Cop (catolic)
- 1885–1891: Jules Pauwels (catolic)
- 1891–1896: Charles-François Van de Perre (catolic)
- 1896–1912: Louis Coen (catolic)
- 1912–1921: Emiel Van Damme, interimar (catolic)
- 1921–1939: Richard Marnef (socialist)
- 1939–1976: Victor De Bruyne (socialist)
  - 1942–1944: Hoboken este alipit Marelui-Antwerpen
- 1977–1982: Emiel Vermeiren (socialist)

#### Foști președinți ai districtului
Da la 1 ianuarie 1983, Hoboken a fost alipit orașului Antwerpen și a fost înființat un consiliu districtual. Începând din 2000, oficialii districtului sunt aleși direct în funcțiile de consilieri districtuali, respectiv președinte districtual (numit și primar al districtului).
- 01.01.2001 – 31.12.2006: Marc Van Muylem (socialist), Sp.a
- 01.01.2007 – 31.12.2012: Johan Felix (socialist), Sp.a
- 01.01.2013 – prezent: Kathelijne Toen (naționalistă flamandă), N-VA

#### Legislatura 2013 – 2018
Actualul consiliu districtual a fost ales pe 14 octombrie 2012. Districtul este condus de o coaliție formată din N-VA, Sp.a–Verzii și CD&V, care deține împreună 14 din cele 23 de fotolii.

#### Rezultatele alegerilor districtuale începând din 2000
Pe 8 octombrie 2000 a fost ales primul consiliu districtual al districtului Hoboken.
| Partid sau alianță | Partid sau alianță                                   | 8.10.2000 | 8.10.2000 | 8.10.2006 | 8.10.2006 | 14.10.2012 | 14.10.2012 |
| Voturi / Fotolii   | Voturi / Fotolii                                     | %         | 21        | %         | 21        | %          | 23         |
| ------------------ | ---------------------------------------------------- | --------- | --------- | --------- | --------- | ---------- | ---------- |
|                    | CVP1 / CD&V-N-VA2 / CD&V3                            | 11,561    | 2         | 10,532    | 2         | 6,143      | 1          |
|                    | VLD1 / VLD-Vivant2 / Open Vld3                       | 11,631    | 3         | 6,432     | 1         | 5,123      | 1          |
|                    | SP1 / Sp.a-spirit2 / Sp.a-Verzii3                    | 21,301    | 5         | 26,672    | 6         | 20,813     | 5          |
|                    | PVDA / PVDA+                                         | 6,78      | 1         | 8,27      | 2         | 16,40      | 4          |
|                    | Vlaams Blok1 / Vlaams Belang-VLOTT2 / Vlaams Belang3 | 37,351    | 9         | 41,032    | 10        | 15,893     | 4          |
|                    | N-VA                                                 | -         |           | -         |           | 35,65      | 8          |
|                    | Agalev1 / Verzii2                                    | 6,811     | 1         | 3,662     | 0         | -          |            |
|                    | Hoboken Vrij                                         | -         |           | 3,40      | 0         | -          |            |
|                    | VU-ID                                                | 3,46      | 0         | -         |           | -          |            |
|                    | Vivant                                               | 1,62      | 0         | -         |           | -          |            |
|                    | WOW                                                  | 1,11      | 0         | -         |           | -          |            |
| Total voturi       | Total voturi                                         | 21.446    | 21.446    | 22.566    | 22.566    | 22.110     | 22.110     |
| Procent %          | Procent %                                            | 91,47     | 91,47     |           |           | 89,59      | 89,59      |
| Voturi anulate %   | Voturi anulate %                                     | 3,66      | 3,66      | 4,05      | 4,05      | 3,55       | 3,55       |

Numerele evidențiate cu aldine reprezintă majoritățile districtuale formate după negocieri.

## Mobilitate

### Transport public
Hoboken este bine conectat cu centrul orașului Antwerpen prin intermediul tramvaielor liniilor 2, 4 și 24, precum și al autobuzelor 1, 13, 33, 140, 141, 290, 291 și 295.
În secolul trecut existau în Hoboken trei gări în funcțiune. În anul 1915 a fost închisă prima din ele, Gara Fort 8. Celelalte două, Hoboken și Hoboken-Polder, situate pe linia 52, au fost închise în 1984. Cea din urmă a fost totuși redeschisă în 1988 și este încă în exploatare.

### Rețeaua de drumuri
În afară de bulevardul Sint-Bernardsesteenweg, nu există căi rutiere majore din Hoboken către centrul orașului.

### Căi navigabile
Feribotul „Simon Stevin”, destinat transportului de pasageri și bicicliști peste brațul Zeeschelde, conectează Hoboken și Kruibeke.

## Personalități din Hoboken
- Caroline Bastiaens, politician (CD&V)
- Jan Bosmans, medic și jurnalist
- Mie Branders, medic și politician (PVDA)
- Anke De Mondt, baschetbalist
- Dirk Denoyelle, cabaretier, artist
- Guy De Pré, producător executiv la VRT-radio și prezentator
- Katrien De Ruysscher, actriță
- Kris Merckx, medic și politician (PVDA)
- Axl Peleman, muzician
- Sven Pichal, prezentator radio
- Lowieke Staal, cabaretier
- Alice Toen, actriță
- Jorn Vancamp, fotbalist
- Gil vander Heyden, scriitor
- Kurt Van Eeghem, prezentator radio-tv
- Terry Van Ginderen, prezentatoare
- Britt Van Marsenille, prezentatoare
- Frans Van Rompaey, arhitect
- Kristof Waterschoot, politician (CD&V)
- Jos Wijninckx, politician (Sp.a)
- Ritchie De Laet, fotbalist profesionist